# Musikåret 1868

## Händelser
- 9 maj – Anton Bruckners Symfoni nr 1 uruppförs i Linz.
- 21 juni – Richard Wagners opera Mästersångarna i Nürnberg uruppförs på Nationaltheater i München under ledning av Hans von Bülow.

## Födda
- 25 januari – Juventino Rosas (död 1894), mexikansk-kubansk kompositör.
- 21 mars – Hildur Liedberg, svensk organist.
- 19 juli – Florence Foster Jenkins, amerikansk amatöroperasångare (”sopran”).
- 5 augusti – Oskar Merikanto (död 1924), finländsk tonsättare.
- 7 augusti – Granville Bantock (död 1946), engelsk tonsättare.

## Avlidna
- 3 april – Franz Berwald, 71, svensk tonsättare.
- 11 augusti – Halfdan Kjerulf, 52, norsk tonsättare.
- 13 november – Gioacchino Rossini, 76, italiensk tonsättare.